# Graham Hurst (cầu thủ bóng đá)
Graham John Hurst (sinh ngày 23 tháng 11 năm 1967) là một cựu cầu thủ bóng đá người Anh thi đấu ở Football League cho Rochdale ở vị trí tiền vệ.